# دوچشمه (نهاوند)
دوچشمه، روستایی از توابع بخش مرکزی شهرستان نهاوند در استان همدان ایران است.

## جمعیت
دوچشمه یکی از روستاهای قدیمی نهاوند محسوب می شود .این روستا در دهستان طریق الاسلام قرار دارد و براساس سرشماری مرکز آمار ایران در سال ۱۳۹۵، جمعیت آن ۱۵۳۲ نفر (۴۳۱خانوار) بوده‌است.